# MV Spice Islander I
El MV Spice Islander I fue un transbordador de tipo Ro-Ro de 836 toneladas construido en Grecia en 1967 con el nombre de Marianna. Fue rebautizado Apostolos P tras su venta en 1988. Fue vendido a una empresa hondureña en 2007 y rebautizado como Spice Islander I. 
El 10 de septiembre de 2011 se hundió frente a la costa de Zanzíbar. El ferry viajaba entre Unguja y Pemba dos islas frente a la costa continental de Tanzania, cuando volcó, causando la muerte de 1.573 personas, los cuerpos de muchas de las cuales nunca fueron recuperados.

## Hundimiento

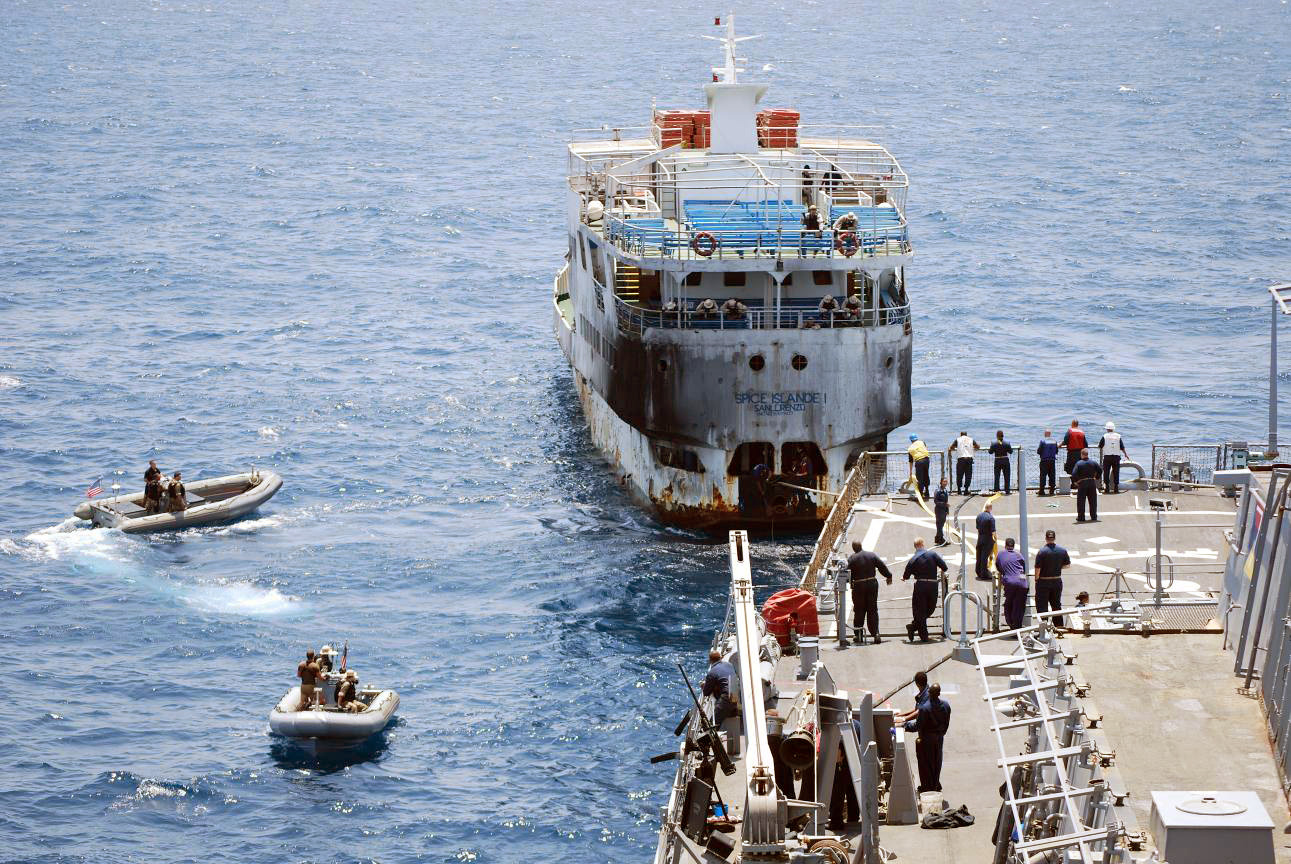
MV Spice Islander I, el barco implicado en el accidente.

A las 21:00 hora local (19:00 UTC) del 9 de septiembre de 2011, el Spice Islander I zarpó de Unguja rumbo a la isla de Pemba. Su capacidad era de 45 tripulantes y 654 pasajeros. Al parecer, transportaba de 800 pasajeros de más de los que podía llevar. Alrededor de la 01:00 (hora local) del 10 de septiembre (23:00 UTC del 9 de septiembre), el Spice Islander I se hundió entre Zanzíbar y Pemba. Se cree que el barco volcó después de perder potencia del motor.
De las personas que iban a bordo, 620 fueron rescatadas.. Sólo se recuperaron 240 cadáveres, y el número de víctimas mortales se estimó en 2.976. Sin embargo, el 14 de octubre, el gobierno de Tanzania confirmó que el barco transportaba en realidad alrededor de 3.586 pasajeros, de los cuales 2.764 estaban desaparecidos. En un informe de investigación publicado el 19 de enero de 2012, estas cifras fueron revisadas a la baja, con 2.470 pasajeros, 203 muertos confirmados y 1.370 desaparecidos. La estimación se acabó situando en 1.573 muertos.